# Pell James
Pell James (Virginia, 30 april 1977) is een Amerikaanse actrice.

## Biografie
James werd geboren en groeide op in de staat Virginia in een gezin van vier dochters.
James begon in 1999 met acteren in de film Black and White, waarna zij nog meerdere rollen speelde in films en televisieseries.
James is in 2006 getrouwd waaruit zij drie zonen heeft.

## Filmografie

### Films
- 2018 Peppermint - als Peg
- 2017 Only the Brave - als Claire Caldwell
- 2013 Pawn Shop Chronicles - als Cyndi
- 2013 Dark Circles - als Penny
- 2011 Brawler - als Kat
- 2011 The Lincoln Lawyer - als Lorna
- 2009 Fanboys - als Crystal
- 2009 Shrink - als Daisy
- 2009 Against the Current - als Amy Thompson
- 2008 Surveillance - als Bobbi Prescott
- 2007 Zodiac - als Cecilia Shepard
- 2006 Deceit - als Claudia
- 2006 Satellite - als Annie
- 2005 Confess - als Isabel (model in bar)
- 2005 Neighborhood Watch - als Wendi
- 2005 Undiscovered - als Brier Tucket
- 2005 Broken Flowers - als Sun Green
- 2005 The King - als Malerie
- 2004 Strip Search - als Willa Sheilds
- 2003 Uptown Girls - als Julie
- 1999 Black and White - als Pell

### Televisieseries
- 2019-2021 Euphoria - als Amy - 2 afl.
- 2016 Casual - als Karen Dennis - 1 afl.
- 2004 Law & Order: Special Victims Unit - als Alicia Morley - 1 afl.
- 2002 Law & Order - als Chloe - 1 afl.

- Biblioteca Nacional de España: XX5634763
- Gemeinsame Normdatei: 143230557
- International Standard Name Identifier: 0000 0003 7397 0238
- Library of Congress Control Number: no2006122067
- Virtual International Authority File: 14536113
- WorldCat: E39PBJhddXFDTRXwkC6tBTgh73